# Thomas Schröder (Tierschützer)
Thomas Schröder (* 3. März 1965 in Elsfleth) ist ein deutscher Tierschützer und Präsident des Deutschen Tierschutzbundes seit 2011.

## Leben
Schröder wuchs in Elsfleth auf. Nach seiner Ausbildung als Buchhändler absolvierte er eine Aufstiegsfortbildung zum Kommunikationswirt an der Westdeutschen Akademie für Kommunikation in Köln. Darauf folgte eine langjährige Tätigkeit als Büroleiter der Bundestagsabgeordneten Margitta Terborg. Schröder arbeitete zusätzlich als unabhängiger Kommunikationsberater und als Dozent für Public Relations an der Westdeutschen Akademie für Kommunikation und bei der Kölner Coachingfirma DKDT. Vor seiner Wahl zum Präsidenten des Deutschen Tierschutzbundes war er zunächst dessen Pressesprecher und seit 2004 dessen Bundesgeschäftsführer.
Am 2. Oktober 2011 wurde er in Hannover von der ordentlichen Mitgliederversammlung des Deutschen Tierschutzbundes zum Präsidenten des Verbandes gewählt.
Zuletzt wurde er bei der Mitgliederversammlung im September 2023 als Präsident des Deutschen Tierschutzbundes bestätigt.
Schröder fordert eine Fleischabgabe, um die externen Effekte des Fleischkonsums auf den Verursacher umzulegen. So sagt er: „Fleisch ist heute auch deshalb so billig, weil die Nebenkosten der Produktion auf die Allgemeinheit umgelegt werden. Selbst der Veganer zahlt damit Umweltschäden wie die Nitratbelastung des Grundwassers durch Gülle. Fleisch muss mehr kosten, damit die Nachfrage und damit auch die Produktion sinkt.“
Eine weitere zentrale Forderung ist es, das bisherige eher auf den Nutzen für den Menschen ausgerichtete Tierschutzgesetz zu einem tatsächlichen Schutzgesetz umzugestalten, was einem Staatsziel gerecht würde.
Die Lage der Tierheime und die kostendeckende Erstattung für die Übernahme behördlicher zuzuordnender Tiere ist ebenfalls ein Arbeitsschwerpunkt von Schröder.
In Schröders Amtszeit fallen zwei große Hilfsprogramme des Bundes. 2021 stellte die Bundesregierung über das Umweltministerium insgesamt 5 Millionen Euro Fördermittel Coronahilfe für die Tierheime zur Verfügung. Im September 2022 unterstützte das Bundesministerium für Ernährung und Landwirtschaft die Tierheime ebenfalls mit insgesamt 5 Millionen Euro, um die Mehrbelastung in Folge des russischen Angriffskrieges gegen die Ukraine abzufedern.
Thomas Schröder ist Mitglied der im Dezember 2019 von der damaligen Bundeskanzlerin Angela Merkel ins Leben gerufenen Zukunftskommission Landwirtschaft (ZKL). Seit Oktober 2023 ruht seine Mitgliedschaft aus Protest gegen die aus seiner Sicht wenig ambitionierte Tierschutzpolitik der aktuellen Bundesregierung.
Thomas Schröder lebt in Köln.

## Werke
- Mein Ich konkret: Ego-Marketing (mit Ursula Wolters). 2003, ISBN 3-00-011860-8.